# BredaMenarinibus
Menarinibus (zuvor BredaMenarinibus) ist ein in Bologna ansässiger italienischer Hersteller von Omnibussen. Früher unter dem Namen Menarinibus selbstständig, wurde das Unternehmen von Breda (Maschinenbau) übernommen und gehörte seit Januar 2015 zu 80 % zur Unternehmensgruppe King Long und zu 20 % zum Unternehmen Leonardo. Seit 2019 gehört BredaMenarinibus, nur mehr als Menarinibus geführt, zu IIA - Industria Italiana Autobus, welche 20,07 % Leonardo, 20,03 % dem türkischen Bushersteller Karsan, 29,95 % der staatlichen Investmentfirma Invitalia, sowie 29,95 % einer weiteren Investmentfirma gehört.
Der Name Breda wurde fallengelassen, der Name Padane wieder reaktiviert.

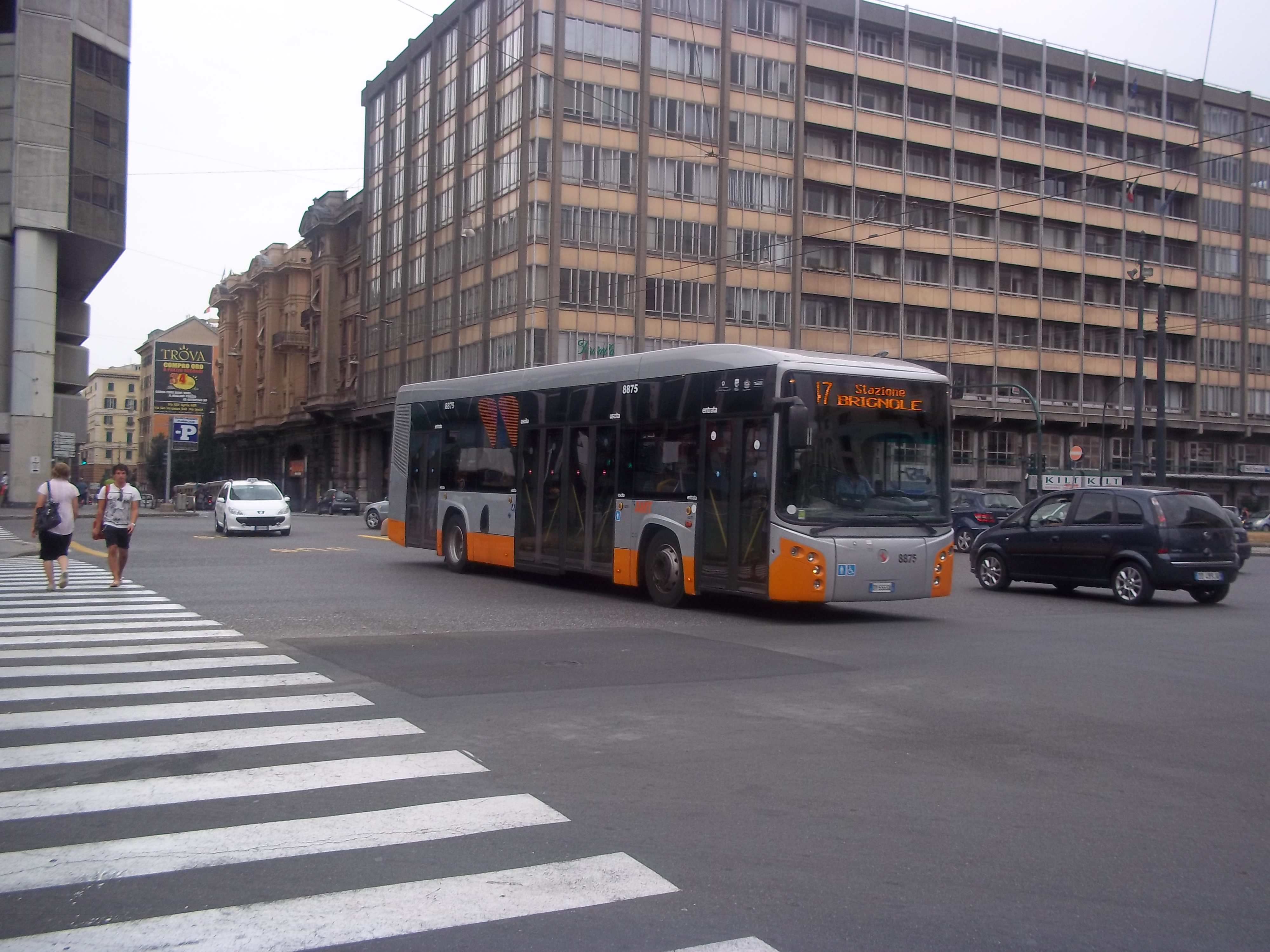
Niederflur-Stadtbus BMB Avancity+ Plus LU der AMT Genova

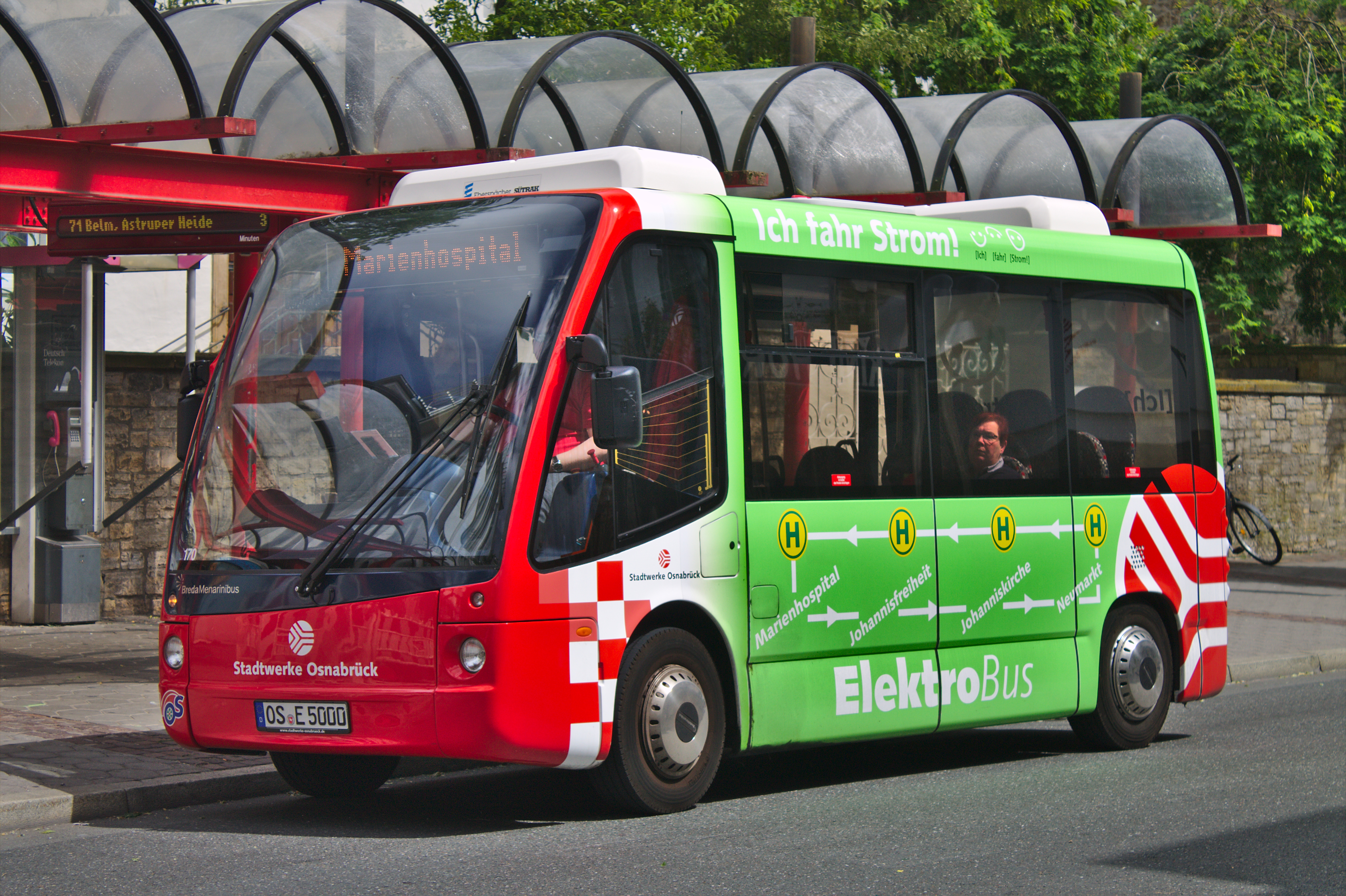
Der Siebensitzer-Elektrobus ZEUS

## Elektrobusse

### Elektrobus ZEUS
Das Unternehmen bietet den Siebensitzer-Elektrobus ZEUS an, der mittels Lithium-Ionen-Batterien über eine Reichweite mit einer Ladung von etwa 120 Kilometer verfügt.

### Hybridbus M 240EL
Mit der Baureihe M 240EL bietet die Firma auch einen Elektro-Diesel-Hybrid-Omnibus an.
Erhältlich sind verschiedene Ausführungen:
- Typ M 240 NU mit 18 Sitzplätzen und 73 Stehplätzen oder 16 Sitzplätzen, 1. Platz für Rollstuhlfahrer und 70 Stehplätzen
- Typ M 240 LU mit 22 Sitzplätzen und 74 Stehplätzen oder 20 Sitzplätzen, 1. Platz für Rollstuhlfahrer und 76 Stehplätzen

Der Bus wird von einem Siemens-Elektromotor mit 67 kW Dauerleistung und 150 kW Spitzenleistung angetrieben. Ein weiterer Siemens-Elektromotor von 20 kW versorgt die Hilfsaggregate für Steuerung und Druckluft.
Als Batterie wird eine Zebra-Batterie ZC5 mit einer Ladekapazität von 96 Ah verwendet.
Zusätzlich steht ein 130-kW-Dieselmotor vom Typ OM 904 der Daimler AG zur Verfügung.

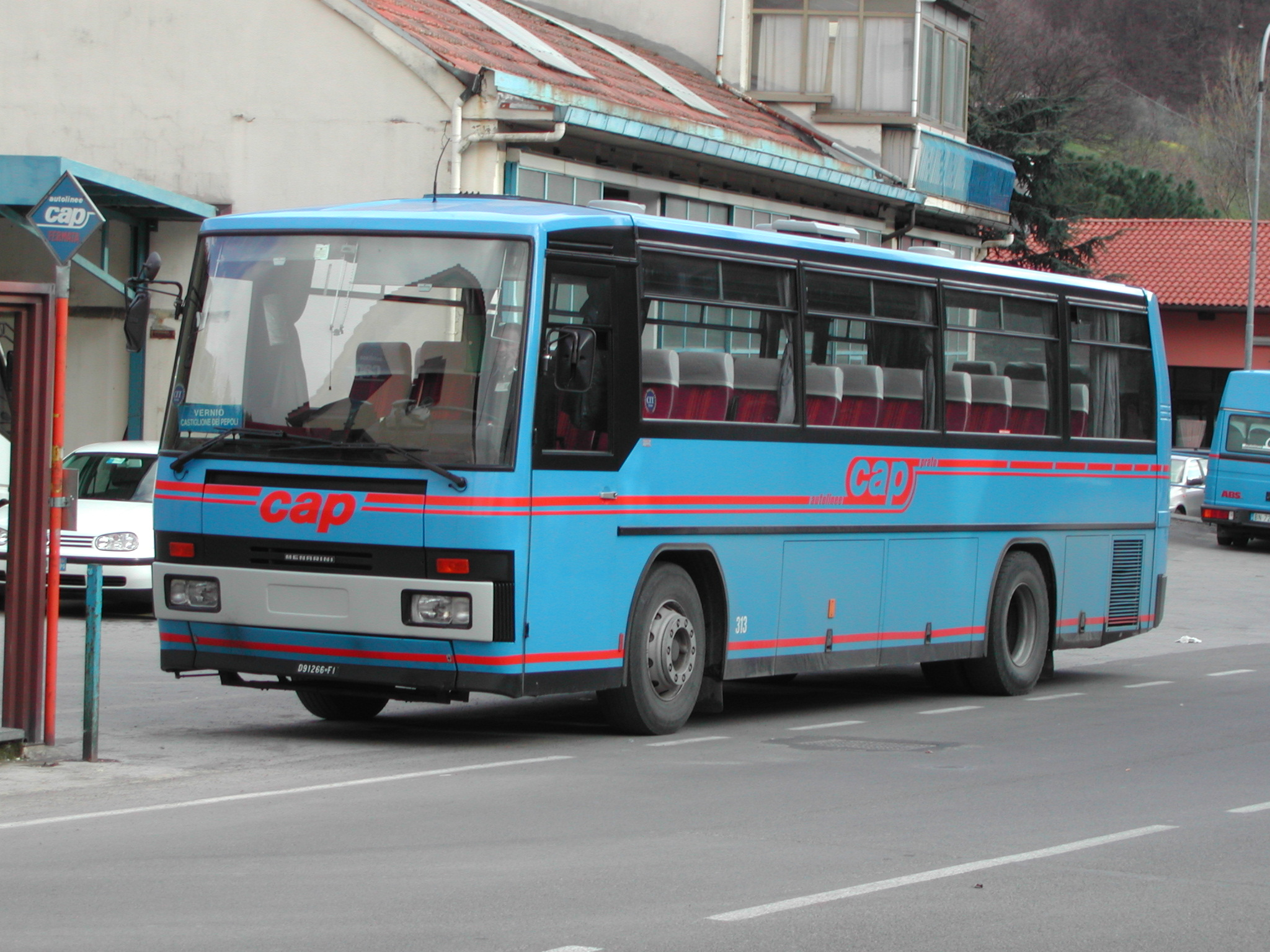
Menarini Monocar 101SB (1989–1995)

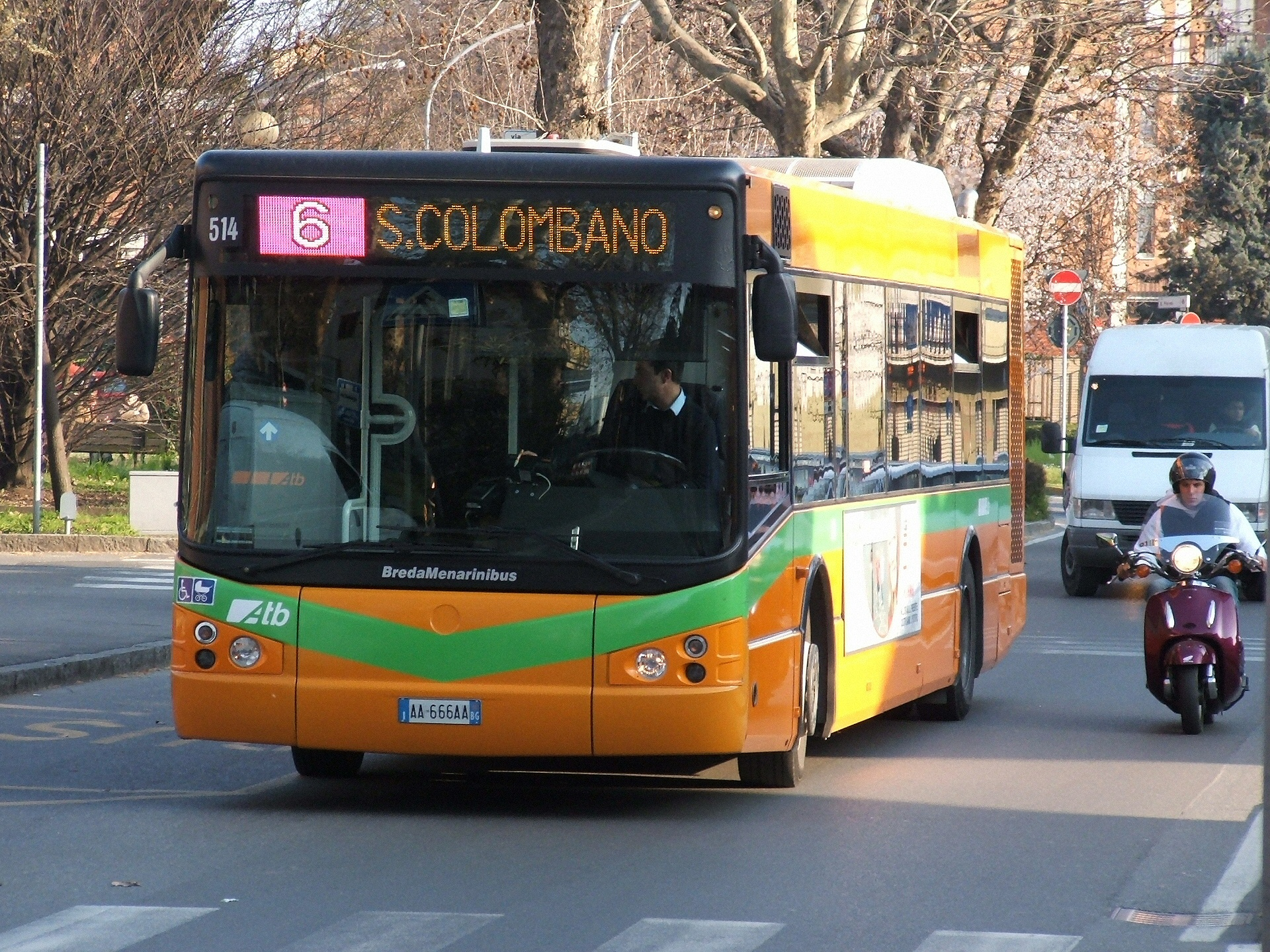
Monocar 240 Avancity

## Modelle mit Dieselmotor
- Monocar 101
- Monocar 120
- Monocar 201
- Monocar 220
- Monocar 221
- Monocar 230
- Monocar 321
- Monocar 240
- Monocar 231
- Monocar 340
- Monocar 240 Avancity
- Monocar 240 Avancity II
- Monocar 340 Avancity II
- Monocar 231 Vivacity
- Monocar 231 Vivacity II
- Lander
- Avancity NU CNG Exobus
- Vivacity CU CNG Exobus